# Halenkov
Halenkov település Csehországban, a Vsetíni járásban. Lakosainak száma 2383 fő (2024. január 1.).

## Fekvése
A szlovák határ közelében fekszik. 
Halenkov Hovězí, Huslenky, Vsetín, Janová, Nový Hrozenkov, Malá Bystřice és Valašská Bystřice településekkel határos.

## Népesség
| Lakosok száma | 2123 | 2298 | 2332 | 2257 | 2436 | 2360 | 2430 | 2417 | 2391 | 2383 |
|               | 1869 | 1890 | 1921 | 1950 | 1980 | 2001 | 2017 | 2019 | 2022 | 2024 |